# Isteni adomány (Hősök)
Az isteni adomány a Hősök című televíziós sorozat tizenkettedik epizódja.

## Cselekmény
|  | Alább a cselekmény részletei következnek! |

Két héttel később:
- Peter kórházban van. Nathan és az anyja ott vannak mellette. Simone meglátogatja. Kicsit veszekednek Nathan-nel, mert Nathan nem hisz abban, hogy New York felrobban, Simone viszont igen. Hiro kétségbe van esve, hogy nem találja a kardját. Úgy hiszi, hogy a kard majd előresegíti az erejét, míg végre megtalálja a kardját egy múzeumban. A kard Takezo Kensei karja, akiről Hiro apja mindig sokat mesélt neki. Hiro el akarja vinni a kardot. Le tudja lassítani az időt annyira, hogy ellopja a kardot, de mire kiér, látja, hogy a kard hamisítvány, és Linderman-nél van az eredeti. Simone és Nathan Isaac lakására mennek, és már Isaac is ott van, és teljesen tiszta. Hiro és Ando is megjelenik ott, beszámolnak a kardról. Nathan felfigyel a Linderman névre, ekkor Hiro látja, hogy Nathan az, a "repülő ember". Nathan és Hiro beszélgetnek. Hiro elmond neki mindent a robbanásról. Peter a kórházban, újra és újra éli azt azt, hogy felrobban, míg végül felriad és végre magához tár. Az álmaiban van egy ember, aki folyton nevet. Mikor Nathan a kórházba ér, Peter már nincs ott. Simone teljesen odavan, amikor látja Hiro-t a képregényből, ezért megígéri neki, hogy elviszi Las Vegasba, Linderman-hez. Peter az utcán, meglátja a nevető férfit az álmában, majd utána ered. A férfi erre felszorítja a villanyoszlophoz, mert őt nem elvileg nem láthatja senki.
- Niki börtönben van. Mivel Niki minden gyilkosságot bevall, amit D.L.-re kentek, ezért D.L.-t nem körözik többé. Visszaadja Linderman-nek a 2 millió dollárját, de még így sincs teljesen biztonságban. Tekintve, hogy Niki mennyi embert megölt, halálbüntetést akarnak. Jessica folyton átveszi az uralmat, így folyamatosan, szinte percenként váltakoznak. A pszichiátriai részre viszik, de előtte még beszélhet D.L.-lel és Micah-val.
- Claire tetteti apja előtt, hogy semmire nem emlékszik. Mr. Bennet még mindig fogságban tartja Sylar-t, akit folyamatosan vizsgálgatnak. Matt és társa betörnek a papírgyárba, ahol Sylar fogságban van, de semmit nem találnak. Matt-et elküldik, de Matt még megfenyegeti Noah-t, hogy rá fog jönni, mit csinálnak... Claire az iskolában próbál barátkozni Zach-kel, de Zack nem akar, mert Claire szóba sem állt vele évek óta, és persze mert nem emlékszik az utóbbi időre. Claire beszél a Haiti-val. Megkéri, hogy adja vissza Zach-nek a memóriáját, de nem tudja megtenni. Claire próbálja visszaszerezni Zach barátságát, ezért ismét felveteti vele, ahogy megöli magát. Matt elmondja a feleségének, hogy képes olvasni az emberek gondolatában.
- Mohinder bejelenti a listát, amin a különleges képességű emberek vannak, hogy ők Sylar célpontjai. Megtudja, hogy Eden meghalt. Mr. Bennet keresi fel Mohinder-t, és együttműködést akar, de Mohinder nem egyezik bele. Noah otthagyja a névjegykártyáját, hogy ha esetleg meggondolná magát.

## Elbeszélés
Az epizód végén:
Kezdetben ott volt a felfedezés, az elemek zűrzavara, a lehetetlen változás első hóesése. Régi életek befejezetlenül, hátrahagyva. Ismerőssé vált ismeretlen arcok. Új rémálmok, melyek szembeszállhatnak az alvással. Új barátok, kikkel biztonságban érezhetjük magunkat. Csak ezek után jön az irányítás, a szükség, hogy rendet teremtsünk a káoszban, eltökéltséggel, megfigyeléssel, küzdelemmel, mind dacolva a dörgedelmes igazsággal. Itt vannak. És a föld reszket a lábuk alatt.

## Érdekességek
- Ebben az epizódban van szó legelőször Kensei Takezo-ról. A 2. évadban kiderül, hogy Kensei nagy harcai sokkal inkább Hiro érdeme, amiért visszamegy majd a múltba.
- Amikor Ando és Hiro a múzeumban észreveszi Kensei ruháját, látszik egy tábla, amin rajta van Kensei születési dátuma. Amikor Hiro visszamegy a múltba a 2. évadban Kensei egy fiatal ember, pedig 87 évesnek kellene lennie már akkor.